# The County Hound EP
The County Hound EP é o álbum de estreia solo do rapper norte-americano Ca$his. O álbum foi gravado pela gravadora de Eminem, a Shady Records. Foi lançado no dia 22 de maio de 2007.

## Faixas
| # | Título                     | Produtores          | Participações                      | Tempo |
| - | -------------------------- | ------------------- | ---------------------------------- | ----- |
| 1 | "The County Hound" (intro) | Eminem              |                                    | 0:55  |
| 2 | "That Nigga a Gangsta"     | Rikanatti           |                                    | 4:37  |
| 3 | "Gun Rule"                 | Eminem              |                                    | 4:02  |
| 4 | "Ms. Jenkins"              | Eminem              | Samples Bohemian Rhapsody by Queen | 5:38  |
| 5 | "Just Like Me"             | Eminem              |                                    | 4:56  |
| 6 | "Pistol Poppin'"           | Eminem & Luis Resto | Eminem                             | 4:16  |
| 7 | "Thoughts of Suicide"      | Ron Browz           |                                    | 3:10  |
| 8 | "Lac Motion"               | Eminem              |                                    | 4:53  |